# LP1 (album Joss Stone)
LP1 – piąty studyjny album angielskiej piosenkarki soul, Joss Stone. Został wydany 26 lipca 2011 roku, pod szyldem własnej wytwórni płytowej Stone'd Record przy współpracy z Surfdog Records. Album został nagrany w Nashville.

## Lista utworów
1. Newborn - 3:43
2. Karma - 3:54
3. Don't Start Lying to Me Now - 4:08
4. Last One to Know - 4:52
5. Drive All Night - 5:07
6. Cry Myself to Sleep - 3:51
7. Somehow - 3:04
8. Landlord - 3:57
9. Boat Yard - 5:02
10. Take Good Care - 2:29

## Single
- "Somehow" - 24 czerwca 2011
- "Karma" - 27 września 2011
- "Don't Start Lying to Me Now" - 17 października 2011